# Delegació d'Hisenda de Girona
La Delegació d'Hisenda de Girona és un edifici del municipi de Girona que forma part de l'Inventari del Patrimoni Arquitectònic de Catalunya, dissenyat per l'arquitecte Carlos Sobrini.

## Descripció
L'edifici ofereix una planta gairebé triangular, tot i que el costat esquerre és més allargat per adaptar-se a la corba de la via urbana. Disposa de planta baixa i tres pisos, amb una façana estreta lleugerament còncava. Les obertures són planes, sense voladís i la part superior està decorada amb tres relleus que representen al·legories del treball industrial, agrícola i pesquer. Als laterals les filades d'obertures estan marcades per àmplies cornises. Està construït en pedra grisa.
Tot el projecte segueix el monumentalisme dels models establerts per l'arquitectura oficial de la dictadura franquista, encara que també s'adopten formes modernes. L'emplaçament confereix a la construcció una rellevant funció urbana com a eix d'importants vies de tràfec. Tanmateix no desentona amb un entorn marcat per la presència d'edificis històrics com l'Hospital o l'Hospici.
L'edifici constitueix una important fita urbana i connecta correctament amb el seu entorn, especialment amb els edificis veïns de l'Hospital de Santa Caterina, la Casa de Cultura i la casa Gispert-Saüc de Rafel Masó.

## Història
A través d'un concurs d'àmbit local, convocat pel Ministeri d'Hisenda, els relleus foren encarregats a l'escultor Francesc Torres i Monsó (1960).